# Austrochaperina macrorhyncha
Espèce
Synonymes
- Chaperina macrorhyncha Van Kampen, 1906
- Chaperina punctata Van Kampen, 1913

Statut de conservation UICN

 LC  : Préoccupation mineure
Austrochaperina macrorhyncha est une espèce d'amphibiens de la famille des Microhylidae.

## Répartition

Aire de répartition de Austrochaperina macrorhyncha.

Cette espèce est endémique de Nouvelle-Guinée.

## Publications originales
- Van Kampen, 1906 : Amphibien. Résultats de l'expédition scientifique Néerlandaise à la Nouvelle-Guinée en 1903 sous les auspices de Arthur Wichmann, chef de l'expédition. Nova Guinea, vol. 5, p. 163–180 (texte intégral).
- Van Kampen, 1913 : Amphibian, gesammelt von der Niederländischen Süd Neu-Guinea-Expedition von 1909-10. Nova Guinea, vol. 9, p. 453-465 (texte intégral).